# Deens voetbalelftal in 1984
Het Deens voetbalelftal speelde vijftien officiële interlands in het jaar 1984, waaronder vier wedstrijden bij het EK voetbal 1984 in Frankrijk en drie duels in de kwalificatiereeks voor het WK voetbal 1986 in Mexico. De selectie stond onder leiding van de Duitse bondscoach Sepp Piontek.

## Balans
| Wedstrijden | Wedstrijden | Wedstrijden | Wedstrijden | Doelpunten | Doelpunten | Doelpunten | Punten |
| Gespeeld    | Winst       | Gelijk      | Verlies     | Voor       | Tegen      | Saldo      | Punten |
| ----------- | ----------- | ----------- | ----------- | ---------- | ---------- | ---------- | ------ |
| 15          | 6           | 3           | 6           | 19         | 20         | –1         | 1.000  |

## Interlands
|                                                     | |       |            |                                                                                            |
| 14 maart Vriendschappelijk № 462 «onderlinge duels» | Nederland | 6 – 0 | Denemarken | Stadion De Meer, Amsterdam Toeschouwers: 8.000 Scheidsrechter: Marcel Van Langenhove (BEL) |
| 14 maart Vriendschappelijk № 462 «onderlinge duels» | Wim Kieft 23' René van der Gijp 29' Peter Houtman 55' André Hoekstra 60' Peter Houtman 73' René van der Gijp 88' (pen.) |       |            | Stadion De Meer, Amsterdam Toeschouwers: 8.000 Scheidsrechter: Marcel Van Langenhove (BEL) |

|                                                     |                                       |       |                  |                                                                                       |
| 11 april Vriendschappelijk № 463 «onderlinge duels» | Spanje                                | 2 – 1 | Denemarken       | Estadio Luís Casanova, Valencia Toeschouwers: 25.010 Scheidsrechter: Mário Luís (POR) |
| 11 april Vriendschappelijk № 463 «onderlinge duels» | Santillana 54' José Antonio Señor 29' |       | 47' John Eriksen | Estadio Luís Casanova, Valencia Toeschouwers: 25.010 Scheidsrechter: Mário Luís (POR) |

|                                                   |                                                                                 |       |            |                                                                                              |
| 18 april OS-kwalificatie № 464 «onderlinge duels» | Duitse Democratische Republiek                                                  | 4 – 0 | Denemarken | Ernst Grube Stadion, Maagdenburg Toeschouwers: 12.500 Scheidsrechter: David Richardson (ENG) |
| 18 april OS-kwalificatie № 464 «onderlinge duels» | Uwe Zötzsche 19' (pen.) Christian Backs 30' Harald Mothes 66' Dirk Stahmann 77' |       |            | Ernst Grube Stadion, Maagdenburg Toeschouwers: 12.500 Scheidsrechter: David Richardson (ENG) |

|                                                   |       |       |            |                                                                                   |
| 22 april OS-kwalificatie № 465 «onderlinge duels» | Polen | 0 – 0 | Denemarken | Stadion Miejski, Lublin Toeschouwers: 12.000 Scheidsrechter: Mircea Salomir (ROM) |
| 22 april OS-kwalificatie № 465 «onderlinge duels» |       |       |            | Stadion Miejski, Lublin Toeschouwers: 12.000 Scheidsrechter: Mircea Salomir (ROM) |

|                                                   |                   |       |            |                                                                                             |
| 16 mei Vriendschappelijk № 466 «onderlinge duels» | Tsjecho-Slowakije | 1 – 0 | Denemarken | Stadion Evžena Rošického, Praag Toeschouwers: 7.916 Scheidsrechter: Widukind Herrmann (GDR) |
| 16 mei Vriendschappelijk № 466 «onderlinge duels» | Ivo Knoflíček 53' |       |            | Stadion Evžena Rošického, Praag Toeschouwers: 7.916 Scheidsrechter: Widukind Herrmann (GDR) |

|                                                   |        |                          |            |                                                                               |
| 6 juni Vriendschappelijk № 467 «onderlinge duels» | Zweden | 0 – 1                    | Denemarken | Ullevaal Stadion, Oslo Toeschouwers: 24.388 Scheidsrechter: Einar Halle (NOR) |
| 6 juni Vriendschappelijk № 467 «onderlinge duels» |        | 45' Preben Elkjær Larsen |            | Ullevaal Stadion, Oslo Toeschouwers: 24.388 Scheidsrechter: Einar Halle (NOR) |

|                                                   |                     |       |                       |                                                                                   |
| 8 juni Vriendschappelijk № 468 «onderlinge duels» | Denemarken          | 1 – 1 | Bulgarije             | Idrætsparken, Kopenhagen Toeschouwers: 22.100 Scheidsrechter: Rolf Ericsson (SWE) |
| 8 juni Vriendschappelijk № 468 «onderlinge duels» | Michael Laudrup 65' |       | 67' Radoslav Zdravkov | Idrætsparken, Kopenhagen Toeschouwers: 22.100 Scheidsrechter: Rolf Ericsson (SWE) |

| EK voetbal 1984 |
| --------------- |

|                                                       |                    |       |            |                                                                                 |
| 12 juni EK-eindronde Groep A № 469 «onderlinge duels» | Frankrijk          | 1 – 0 | Denemarken | Parc des Princes, Parijs Toeschouwers: 47.570 Scheidsrechter: Volker Roth (FRG) |
| 12 juni EK-eindronde Groep A № 469 «onderlinge duels» | Michel Platini 78' |       |            | Parc des Princes, Parijs Toeschouwers: 47.570 Scheidsrechter: Volker Roth (FRG) |

|                                                       | |       |             |                                                                                         |
| 16 juni EK-eindronde Groep A № 470 «onderlinge duels» | Denemarken                                                                                                | 5 – 0 | Joegoslavië | Stade de Gerland, Lyon Toeschouwers: 34.745 Scheidsrechter: Augusto Lamo Castillo (ESP) |
| 16 juni EK-eindronde Groep A № 470 «onderlinge duels» | Frank Arnesen 8' Klaus Berggreen 16' Frank Arnesen 69' (pen.) Preben Elkjær Larsen 81' John Lauridsen 84' |       |             | Stade de Gerland, Lyon Toeschouwers: 34.745 Scheidsrechter: Augusto Lamo Castillo (ESP) |

|                                                       |                                          |       |                                                                      |                                                                                         |
| 19 juni EK-eindronde Groep A № 471 «onderlinge duels» | België                                   | 2 – 3 | Denemarken                                                           | Stade de la Meinau, Straatsburg Toeschouwers: 36.911 Scheidsrechter: Adolf Prokop (GDR) |
| 19 juni EK-eindronde Groep A № 471 «onderlinge duels» | Jan Ceulemans 26' Franky Vercauteren 38' |       | 41' (pen.) Frank Arnesen 61' Kenneth Brylle 85' Preben Elkjær Larsen | Stade de la Meinau, Straatsburg Toeschouwers: 36.911 Scheidsrechter: Adolf Prokop (GDR) |

|                                                                      |                                                                             |       |                                                                              |                                                                                   |
| 24 juni EK-eindronde Halve finale № 472 «onderlinge duels» 20:00 uur | Spanje                                                                      | 1 – 1 | Denemarken                                                                   | Stade de Gerland, Lyon Toeschouwers: 47.843 Scheidsrechter: George Courtney (ENG) |
| 24 juni EK-eindronde Halve finale № 472 «onderlinge duels» 20:00 uur | Antonio Maceda 67'                                                          |       | 7' Søren Lerby                                                               | Stade de Gerland, Lyon Toeschouwers: 47.843 Scheidsrechter: George Courtney (ENG) |
| 24 juni EK-eindronde Halve finale № 472 «onderlinge duels» 20:00 uur | Strafschoppen                                                               |       |                                                                              | Stade de Gerland, Lyon Toeschouwers: 47.843 Scheidsrechter: George Courtney (ENG) |
| 24 juni EK-eindronde Halve finale № 472 «onderlinge duels» 20:00 uur | Santillana Juan Antonio Señor Santiago Urquiaga Víctor Muñoz Manuel Sarabia | 5 – 4 | Kenneth Brylle Jesper Olsen Michael Laudrup Søren Lerby Preben Elkjær Larsen | Stade de Gerland, Lyon Toeschouwers: 47.843 Scheidsrechter: George Courtney (ENG) |

|  |  |  |  |  |  |  |  |  |

|                                                         |                                                                   |       |                     |                                                                                        |
| 12 september Vriendschappelijk № 473 «onderlinge duels» | Denemarken                                                        | 3 – 1 | Oostenrijk          | Idrætsparken, Kopenhagen Toeschouwers: 16.000 Scheidsrechter: Ignace van Swieten (NED) |
| 12 september Vriendschappelijk № 473 «onderlinge duels» | Michael Laudrup 36' Flemming Christensen 67' Henrik Eigenbrod 86' |       | 47' Martin Gisinger | Idrætsparken, Kopenhagen Toeschouwers: 16.000 Scheidsrechter: Ignace van Swieten (NED) |

|                                                       |                          |       |           |                                                                                    |
| 26 september WK-kwalificatie № 474 «onderlinge duels» | Denemarken               | 1 – 0 | Noorwegen | Idrætsparken, Kopenhagen Toeschouwers: 45.400 Scheidsrechter: Ronald Bridges (WAL) |
| 26 september WK-kwalificatie № 474 «onderlinge duels» | Preben Elkjær Larsen 56' |       |           | Idrætsparken, Kopenhagen Toeschouwers: 45.400 Scheidsrechter: Ronald Bridges (WAL) |

|                                                     |                      |       |            |                                                                                |
| 17 oktober WK-kwalificatie № 475 «onderlinge duels» | Zwitserland          | 1 – 0 | Denemarken | Wankdorf Stadion, Bern Toeschouwers: 38.000 Scheidsrechter: Neil Midgley (ENG) |
| 17 oktober WK-kwalificatie № 475 «onderlinge duels» | Umberto Barberis 42' |       |            | Wankdorf Stadion, Bern Toeschouwers: 38.000 Scheidsrechter: Neil Midgley (ENG) |

|                                                      |                                                                   |       |         |                                                                                  |
| 14 november WK-kwalificatie № 476 «onderlinge duels» | Denemarken                                                        | 3 – 0 | Ierland | Idrætsparken, Kopenhagen Toeschouwers: 45.300 Scheidsrechter: Robert Wurtz (FRA) |
| 14 november WK-kwalificatie № 476 «onderlinge duels» | Preben Elkjær Larsen 30' Preben Elkjær Larsen 46' Søren Lerby 52' |       |         | Idrætsparken, Kopenhagen Toeschouwers: 45.300 Scheidsrechter: Robert Wurtz (FRA) |

## Statistieken
| Ole Qvist            | 1950-02-25 | KB Kopenhagen     | 10 | 1 | 0 |    |   |
| Troels Rasmussen     | 1961-04-07 | Aarhus GF         | 2  | 0 | 0 |    |   |
| Ole Kjær             | 1954-08-16 | Esbjerg fB        | 1  | 0 | 0 |    |   |
| Verdediging          |            |                   |    |   |   |    |   |
| Søren Busk           | 1953-04-10 | AA Gent           | 12 | 0 | 0 |    |   |
| Ivan Nielsen         | 1956-10-09 | Feyenoord         | 11 | 0 | 0 |    |   |
| Morten Olsen         | 1949-08-14 | RSC Anderlecht    | 10 | 0 | 0 |    |   |
| Ole Rasmussen        | 1952-03-19 | Næstved IF        | 6  | 1 | 0 | 40 | 1 |
| John Sivebæk         | 1961-10-25 | Vejle BK          | 3  | 7 | 0 |    |   |
| Kim Christofte       | 1960-08-24 | Brøndby IF        | 3  | 0 | 0 |    |   |
| Ole Madsen           | 1958-11-14 | Brøndby IF        | 1  | 1 | 0 |    |   |
| Middenveld           |            |                   |    |   |   |    |   |
| Michael Laudrup      | 1964-06-15 | Lazio Roma        | 12 | 1 | 2 |    |   |
| Jens Jørn Bertelsen  | 1952-02-15 | FC Rouen          | 12 | 0 | 0 |    |   |
| Klaus Berggreen      | 1958-02-03 | Pisa              | 11 | 0 | 1 |    |   |
| Søren Lerby          | 1958-02-01 | Bayern München    | 9  | 0 | 2 |    |   |
| Frank Arnesen        | 1956-09-30 | RSC Anderlecht    | 7  | 1 | 3 |    |   |
| Jan Mølby            | 1963-07-04 | Liverpool         | 5  | 2 | 0 |    |   |
| John Lauridsen       | 1959-04-02 | Espanyol          | 3  | 5 | 1 |    |   |
| Jesper Olsen         | 1961-03-20 | Manchester United | 3  | 3 | 0 |    |   |
| Henrik Eigenbrod     | 1956-05-19 | Odense BK         | 1  | 0 | 1 | 9  | 2 |
| Per Frimann          | 1962-06-04 | RSC Anderlecht    | 0  | 1 | 0 |    |   |
| Allan Hansen         | 1956-04-21 | Odense BK         | 0  | 1 | 0 |    |   |
| Aanval               |            |                   |    |   |   |    |   |
| Preben Elkjær Larsen | 1957-09-11 | Hellas Verona     | 13 | 0 | 6 |    |   |
| Allan Simonsen       | 1952-12-15 | Vejle BK          | 6  | 0 | 0 |    |   |
| Kenneth Brylle       | 1959-05-22 | PSV Eindhoven     | 1  | 8 | 1 |    |   |
| Michael Manniche     | 1959-07-17 | SL Benfica        | 1  | 1 | 0 |    |   |
| Mogens Hansen        | 1956-04-12 | Næstved IF        | 0  | 2 | 0 |    |   |
| Flemming Christensen | 1958-04-10 | Lyngby BK         | 0  | 1 | 1 |    |   |
| John Eriksen         | 1957-11-20 | FC Mulhouse       | 0  | 1 | 1 | 4  | 1 |
| Steen Thychosen      | 1958-09-22 | Lausanne Sports   | 0  | 1 | 0 |    |   |